# Blizzard Beasts
Blizzard Beasts — четвёртый студийный альбом норвежской блэк-метал-группы Immortal, первая запись коллектива с участием барабанщика Хорга и последняя с гитарой Демоназа вплоть до Northern Chaos Gods.

## Об альбоме
Стилистически в этом альбоме чувствуется большее влияние дэт-метала, чем в предыдущих работах группы. Большая часть песен альбома короче трёх минут, и только одна песня длиннее шести.
Помимо стандартного CD-издания были выпущены LP (1500 копий) и Picture LP (300 копий) версии. В 2005 году альбом был переиздан на LP в Gatefold обложке, а в 2006 году состоялось переиздание на CD. На первых экземплярах альбома логотип был вытравлен на передней крышке джевел-кейса.

## Список композиций
Все тексты написаны Demonaz, вся музыка написана Abbath/Demonaz.
| №                   | Название                | Длительность |
| ------------------- | ----------------------- | ------------ |
| 1.                  | «Intro»                 | 1:00         |
| 2.                  | «Blizzard Beasts»       | 2:49         |
| 3.                  | «Nebular Ravens Winter» | 4:13         |
| 4.                  | «Suns That Sank Below»  | 2:47         |
| 5.                  | «Battlefields»          | 3:40         |
| 6.                  | «Mountains of Might»    | 6:38         |
| 7.                  | «Noctambulant»          | 2:22         |
| 8.                  | «Winter of the Ages»    | 2:33         |
| 9.                  | «Frostdemonstorm»       | 2:54         |
| Общая длительность: | Общая длительность:     | 28:56        |

## Участники записи
- Abbath Doom Occulta — бас, вокал
- Demonaz Doom Occulta — гитара
- Horgh — ударные

## Позиции в чартах
| Чарт (1997)           | Высшая позиция |
| --------------------- | -------------- |
| Finnish Albums Charts | 40             |